# M'Bengué (département)
Pour les articles homonymes, voir M'Bengué.
Le département de M’Bengué est un département de Côte d'Ivoire.